# Jean Peters
Jean Peters (Canton, Ohio, 15 de outubro de 1926 – Carlsbad, Califórnia, 13 de outubro de 2000) foi uma atriz norte-americana de cinema.

## Vida e carreira
Filha de um gerente de lavanderia, Jean estudava letras na Ohio State University, quando seus colegas enviaram inscrição e fotografias suas para o concurso de Miss Ohio de 1946. Jean acabou superando todas as outras onze candidatas e, como maior prêmio, ganhou uma série de testes em Hollywood. Acabou contratada pela 20th Century-Fox, que a escalou para contracenar com Tyrone Power no sucesso Capitão de Castela (Captain from Castile, 1947).
A seguir, brilhou em Clube das Moças (Take Care of My Little Girl, 1951), de Jean Negulesco, Viva Zapata (Viva Zapata!, 1952), de Elia Kazan, ao lado de Marlon Brando e Anthony Quinn, Torrentes de Paixões (Niagara, 1953), de Henry Hathaway, onde contracenou com Joseph Cotten e sua grande amiga Marilyn Monroe e nos faroestes O Último Bravo (Apache, 1954), de Robert Aldrich, com Burt Lancaster e A Lança Partida (Broken Lance, 1954), de Edward Dmytryk, estrelado por Spencer Tracy.
Jean afastou-se do cinema após casar-se com o milionário texano Stuart W. Cramer III, a quem conheceu enquanto filmava A Fonte dos Desejos (Three Coins in the Fountain, 1954) em Roma. Em 1957, já divorciada, uniu-se ao produtor Howard Hughes, dele também se divorciando em 1971. Nesse mesmo ano, casou-se novamente, agora com o executivo da Fox Stanley Hough, que viria a falecer em 1990. Jean reencontrou-se com as câmeras em 1973, no telefilme Winesburg, Ohio, baseado no livro de contos de Sherwood Anderson. Encerrou a carreira em um episódio da série Murder, She Wrote em 1988.
Faleceu na antevéspera de completar 74 anos, de leucemia. Não deixou filhos.

## Filmografia
Todos os títulos em Português referem-se a exibições no Brasil
| - 1947 Capitão de Castela (Captain from Castile) - 1948 Órfãos do Mar (Deep Waters) - 1949 Todas as Primaveras (It Happens Every Spring) - 1950 Gosto Deste Bruto (Love That Brute) - 1951 Clube de Moças (Take Care of My Little Girl) - 1951 Sempre Jovem (As Young As You Feel) - 1951 A Vingança dos Piratas (Anne of the Indies) - 1952 Viva Zapata (Viva Zapata!) - 1952 Cavalgada de Paixões (Wait 'Til the Sun Shines) - 1952 Um Grito no Pântano (Lure of the Wilderness) - 1953 Torrentes de Paixões (Niagara) | - 1953 Anjo do Mal (Pickup on South Street) - 1953 Um Plano Sinistro (Blueprint for Murder) - 1953 Sombras da Loucura (Vicki) - 1954 A Fonte dos Desejos (Three Coins in the Fountain) - 1954 O Último Bravo (Apache) - 1954 A Lança Partida (Broken Lance) - 1955 Para Todo o Sempre (A Man Called Peter) - 1973 Winesburg, Ohio; TV - 1976 Os Banqueiros (The Moneychangers); minissérie TV - 1981 Pedro e Paulo (Peter and Paul); TV |